# هازاما آندو
هازاما آندو (انگلیسی: Hazama Ando) شرکت ساخت‌ساز ژاپنی است، که در سال ۲۰۱۳ تأسیس شد.